# Gabriella Arigò
Gabriella Arigò (6 agosto 1982) è un'ex cestista italiana.

## Carriera
Guardia di 168 cm, ha giocato in Serie A1 con Messina.
È stata la miglior marcatrice del Girone B Sicilia della Serie C femminile nel 2011-2012.